# London North Eastern Railway
 (septembre 2022).
Si vous disposez d'ouvrages ou d'articles de référence ou si vous connaissez des sites web de qualité traitant du thème abordé ici, merci de compléter l'article en donnant les références utiles à sa vérifiabilité et en les liant à la section « Notes et références ».
Ne doit pas être confondu avec l'ancienne compagnie London and North Eastern Railway (1923-1948).
La London North Eastern Railway est une entreprise ferroviaire britannique.
Propriété du département des Transports de l'État, elle assure depuis 2018 l'exploitation de la franchise InterCity East Coast (en) du réseau ferroviaire britannique, succédant ici à plusieurs sociétés privées, dont la Virgin Trains East Coast (en).
L'entreprise assure des dessertes longue-distance sur la East Coast Main Line, entre Londres-King's Cross et l'Écosse (Aberdeen, Inverness, Glasgow, Édimbourg), via York et Newcastle notamment.

## Histoire

### Contexte
En novembre 2017, Chris Grayling , alors secrétaire d'État aux Transports , a annoncé la résiliation anticipée de la franchise InterCity East Coast en 2020, trois ans avant la date prévue ; cette action faisait suite à des pertes persistantes subies par Virgin Trains East Coast (VTEC), l'opérateur de la route. VTEC avait été engagé pour payer plus de 2 milliards de livres sterling de primes de franchise au gouvernement britannique au cours des quatre dernières années de son contrat.
En février 2018, la date de fin de la franchise VTEC a été avancée à mi-2018 ; le ministère des Transports (DfT) avait décidé soit de négocier avec VTEC pour qu'elle continue à gérer la franchise sur une base temporaire à but non lucratif pendant qu'un nouveau concours de franchise était organisé, soit de faire en sorte que VTEC soit repris par l' opérateur du DfT du dernier station balnéaire .  Le 16 mai 2018, il a été annoncé que cette dernière option était désormais poursuivie et qu'en tant que telle, LNER reprendrait les opérations de VTEC le 24 juin 2018 .  Le DfT a également a annoncé que LNER serait la marque à long terme appliquée à la franchise InterCity East Coast .  Lors d'un discours en mai 2018, le secrétaire d'État aux Transports a déclaré que les services Great Northern pourraient potentiellement être intégrés à l'opération lorsque la franchise Thameslink, Southern et Great Northern expirera en 2021 dans le cadre de la stratégie globale pour la côte Est. la franchise.

La création de LNER est la deuxième fois qu'un opérateur de dernier ressort désigné par le gouvernement prend le contrôle de la franchise InterCity East Coast ; entre 2009 et 2015, la franchise était exploitée par East Coast . Elle avait repris les opérations de National Express East Coast après que cet opérateur eut manqué à ses paiements de franchise au gouvernement et s'est donc vu retirer sa franchise.  East Coast avait été l'opérateur précédent avant que VTEC ne soit sélectionné pour reprendre la franchise. 